# 작은논쥐
작은논쥐(Rattus losea)는 시궁쥐속에 속하는 설치류의 일종이다. 중국과 라오스, 대만, 태국, 베트남에서 발견된다.

## 특징
꼬리 길이 128~175mm를 제외한 몸길이가 120~185mm인 보통 크기의 설치류이다. 발 길이는 23~32mm이고, 귀 길이는 18~21mm, 몸무게는 최대 90g이다. 털은 부드럽고 무성하다. 등 쪽은 누르스름한 갈색을 띠는 반면에 배 쪽은 희끄무레한 흰색이다.

## 생태
땅 위에서 주로 생활하는 육상성 동물이고, 야행성 동물이다. 먹이 상황에 따라 개체수 변동이 크다. 농작물이 자라는 땅을 굴을 파기 위해 파헤치기 때문에 농부들은 해충으로 간주한다. 먹이는 주로 식물이다.

## 분포 및 서식지
중국 대륙과 대만, 하이난섬, 인도차이나에 널리 분포한다. 해발 1,000m 이하의 목초지와 덤불 지대, 망그로브숲, 경작지 등에서 서식한다.

## 아종
3종의 아종이 알려져 있다.
- R. l. losea - 타이완섬 및 펑후 제도
- R. l. exiguus (Howell, 1927) - 중국 윈난성과 구이저우성 남동부, 광시 좡족 자치구, 광둥성, 푸젠성, 저장성, 장시성, 후난성, 장수성 남부, 안후이성, 후베이성, 베트남, 라오스 중부와 남부, 태국, 캄보디아 남부와 남서부
- R. l. sakeratensis (Gyldenstolpe, 1917) - 하이난섬